# Christian Götz (Gewerkschafter)
Christian Götz (* 25. Januar 1940 in Leer; † 25. Juli 2000 in Gonesse) war ein deutscher Gewerkschafter.
Er gehörte von 1980 bis 1992 dem geschäftsführenden Hauptvorstand der Gewerkschaft Handel, Banken und Versicherungen (HBV, heute ver.di) an und war stark in der Friedensbewegung engagiert.

## Leben
Der Sohn eines Schleusenwärters aus Leer/Ostfriesland besuchte in den Jahren 1946 bis 1954 die Volksschule. Von 1954 bis 1959 folgte seine Ausbildung und anschließend die Tätigkeit als Angestellter in der Stadtverwaltung Leer. Ehrenamtlich war er in der DGB-Jugendarbeit und bei den Jusos tätig. Ab 1958 war Götz Vorsitzender der Jusos für den Bezirk Weser/Ems und Mitglied im Jusos-Bundesausschuss. Nach Ableistung des Grundwehrdienstes war er vom 1. Januar 1960 bis 30. Juni 1963 Referent für Fragen der „Inneren Führung“ der Bundeswehr bei der SPD-Bundestagsfraktion und Assistent von Fritz Erler.
Vom 1. Juli 1963 bis zum Jahr 1971 war Götz Bundesjugendsekretär der Gewerkschaft Handel, Banken und Versicherungen (HBV) in Düsseldorf. Als Befürworter der Bundeswehr war er innerhalb des Bundesjugendausschusses des DGB heftig umstritten. Bei der 3. Bundesjugendkonferenz 1968 sprach er sich nachdrücklich für die Stellungnahme der HBV-Jugend zu politischen Fragen aus und forderte eine intensivere politische Bildungsarbeit sowie die Einbeziehung der Jugendorganisationen in die Gewerkschaftsarbeit. Politisch vertrat er Prinzipien der friedlichen Koexistenz zwischen Bundesrepublik und DDR und unterstützte Erklärungen der Bundesjugendkonferenz gegen den Vietnamkrieg und die Griechische Militärdiktatur.
Von 1972 bis September 1980 arbeitete er als verantwortlicher Redakteur und Pressesprecher beim HBV-Hauptvorstand. Dabei engagierte sich der einstige Propagandist der Bundeswehr stark in der Friedensbewegung, was ihm wegen seines Gesinnungswandels erneut Kritik innerhalb des DGB einbrachte. U.a. unterstützte er die Verleihung des „Kriegspreises“ der Gewerkschaft HBV aus Anlass der Frankfurter Buchmesse an Heinz Konsalik. Mit dem Gegenentwurf zum Friedenspreis des Deutschen Buchhandels sollten friedensgefährdende Tendenzen in der Literatur aufgedeckt und Bücher mit kriegsverharmlosendem Inhalt gebrandmarkt werden. In den Jahren 1980 bis 1992 war Götz Mitglied des geschäftsführenden Hauptvorstandes der HBV und dort zuständig u. a. für Jugend, Mitbestimmung, Bildungs- und Kulturarbeit, Tarifpolitik in der Wohnungswirtschaft und in den Reisebüros. Von 1980 bis 1993 war er Mitglied in Aufsichtsräten u. a. der Horten AG und Rank Xerox GmbH.
Seit 1993 arbeitete er als freier Journalist und Buchautor und war Mitglied im Verband deutscher Schriftsteller (VS). U.a. verfasste er ein Porträt des früheren DGB-Vorsitzenden Heinz Oskar Vetter sowie eine Biografie über Bertha von Suttner. Hinzu kamen Publikationen über gesellschaftspolitische Themen sowie zwei Bände mit Aphorismen.
Zusammen mit seiner Frau Irene kam er am 25. Juli 2000 beim Absturz der Concorde bei Paris ums Leben.

## Auszeichnungen
- 1993: Verleihung des Bundesverdienstkreuzes am Bande

## Veröffentlichungen
- mit Heinz Oskar Vetter: Christian Götz befragt den Vorsitzenden des Deutschen Gewerkschaftsbundes. Köln 1978, ISBN 3-434-10107-1.
- Nicht Atomwaffen – nicht Völkermord, sondern Abrüstung und Völkerfrieden. In: Friedensbroschüre, Gewerkschafter fordern: Frieden durch Abrüstung. Düsseldorf 1981, ISBN 3-88785-002-5.
- Für eine Wende zur sozialen Demokratie. Einschätzung und Materialien aus gewerkschaftlicher Sicht. Köln 1984, ISBN 3-7609-0885-3.
- Macher und Methoden: Apparate – Funktionäre – Bürger; ein satirisches Lesebuch, Köln 1988, ISBN 3-7663-3134-5
- Bundesrepublik im Widerspruch. Arbeits- und Lesebuch für eine fortschrittliche Gesellschafts- und Gewerkschaftspolitik, Hamburg 1991, VSA-Verlag, ISBN 3-87975-582-5
- Die Rebellin Bertha von Suttner – Botschaften für unsere Zeit. Dortmund 1996, ISBN 3-927658-48-0.
- So gut wie alles im Argen? – Diskussion mit Christian Götz, in: Zeitschrift Sozialismus 4/1992, S. 41–44

Herausgeberschaften
- Der ganze Unterschied ist in den Röcken. Frauen, Männer und der ewige Kampf der Geschlechter. Dortmund 1998, ISBN 3-931981-03-7